# Sede titolare di Cizio

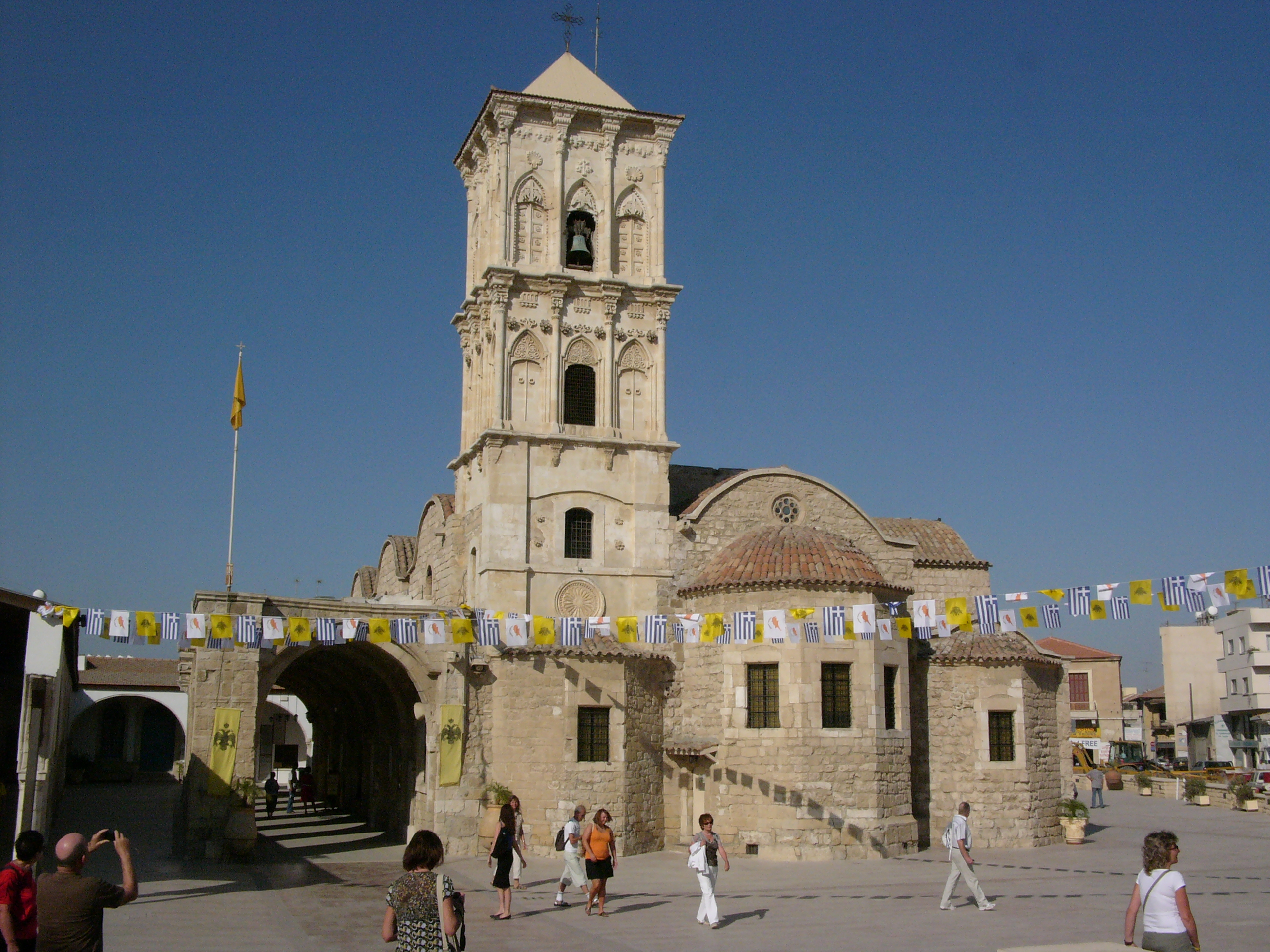
La chiesa di San Lazzaro di Larnaca, dove si trova la tomba di Lazzaro di Betania, fondatore della chiesa di Cizio.

Cizio (in latino: Citiensis) è una sede titolare vescovile della Chiesa cattolica.

## Storia
Cizio (in greco: Kition), corrispondente all'odierna Larnaca, è un'antica sede episcopale di Cipro dipendente dall'arcidiocesi di Salamina; ancora oggi è una delle diocesi greco-ortodosse della Chiesa di Cipro.
La diocesi venne fondata in epoca antica. Una tradizione riferisce che fondatore della comunità cristiana e primo vescovo sarebbe stato Lazzaro, il resuscitato del Vangelo. Sono solo tre i vescovi noti del primo millennio: Mnemio, che prese parte al primo concilio di Costantinopoli nel 381; Ticone, che fu tra i padri del terzo concilio di Costantinopoli nel 680; e Teodoro, che assistette al secondo concilio di Nicea nel 787. In seguito non si conoscono più vescovi greci fino al XVII secolo.
Quando l'isola fu conquistata dagli eserciti crociati alla fine del XII secolo, fu istituita la gerarchia di rito latino con il beneplacito di papa Celestino III. Cizio tuttavia non fu compresa tra le diocesi latine e venne soppressa. Con la fine della dominazione latina, la sede greca venne restaurata e sussiste a tutt'oggi.
Dal 1933 Cizio è annoverata tra le sedi vescovili titolari della Chiesa cattolica; dal 2 maggio 2012 il vescovo titolare è Raymond Francis Chappetto, già vescovo ausiliare di Brooklyn.

## Cronotassi dei vescovi titolari
- Biagio D'Agostino † (15 dicembre 1951 - 14 maggio 1954 nominato vescovo di Gallipoli)
- Robert Francis Joyce † (8 luglio 1954 - 29 dicembre 1956 nominato vescovo di Burlington)
- James Vincent Casey † (5 aprile 1957 - 14 giugno 1957 nominato vescovo di Lincoln)
- Martin Walter Stanton † (27 giugno 1957 - 1º ottobre 1977 deceduto)
- Paul Edward Waldschmidt, C.S.C. † (28 novembre 1977 - 20 ottobre 1994 deceduto)
- Francisco Gil Hellín (3 aprile 1996 - 28 marzo 2002 nominato arcivescovo di Burgos)
- Oscar Omar Aparicio Céspedes (29 maggio 2002 - 4 aprile 2012 nominato ordinario militare in Bolivia)
- Raymond Francis Chappetto, dal 2 maggio 2012